# Tom Laughlin
Pour les articles homonymes, voir Laughlin.
Tom Laughlin (né le 10 août 1931 à Minneapolis, dans le Minnesota, et mort le 12 décembre 2013  à Thousand Oaks, en Californie, États-Unis) est un acteur et réalisateur américain.

## Filmographie

### Réalisateur
- 1960 : The Proper Time (+ scénario et production)
- 1965 : Tel père, tel fils (Like Father, like Son / Among the thorns : The young sinner) (+ scénario, montage et production)
- 1967 : Le Crédo de la violence (The Born Losers) (+ production)
- 1969 : The Babysitter (+ scénario et montage)
- 1971 : Weekend with the Babysitter (+ scénario)
- 1971 : The Touch of Satan
- 1971 : Billy Jack (+ scénario et production)
- 1974 : The Trial of Billy Jack (+ scénario et production)
- 1975 : El Pistolero (The Master Gunfighter) (+ scénario)
- 1977 : Billy Jack Goes to Washington (+ scénario)
- 1986 : The Return of Billy Jack

### Acteur
- 1956 : Passé perdu (These Wilder Years) de Roy Rowland
- 1956 : Thé et Sympathie (Tea and Sympathy) de Vincente Minnelli
- 1957 : The Delinquents de Robert Altman
- 1958 : C'est la guerre (Lafayette Escadrille) de William A. Wellman
- 1958 : South Pacific de Joshua Logan
- 1958 : Senior Prom de David Lowell Rich
- 1958 : Un amour de vacances (Gidget) de Paul Wendkos
- 1959 : La Bataille de la mer de corail (The battle of the coral sea) de Paul Wendkos
- 1960 : La Tête à l'envers (Tall Story) de Joshua Logan
- 1960 : The Proper Time de Tom Laughlin (+ scénario et production)
- 1965 : Tel père, tel fils (Like Father, like Son / Among the thorns : The young sinner) de Tom Laughlin (+ scénario, montage et production)
- 1967 : Le Crédo de la violence (The Born Losers) de Tom Laughlin (+ production)
- 1969 : The Babysitter de Tom Laughlin (+ scénario et montage)
- 1971 : Billy Jack de Tom Laughlin (+ scénario et production)
- 1974 : Callan (This is Callan) de Don Sharp
- 1974 : The Trial of Billy Jack de Tom Laughlin (+ scénario et production)
- 1975 : El Pistolero (The Master Gunfighter) de Tom Laughlin (+ scénario)
- 1975 : Les Petits Voleurs de chevaux (Escape from the Dark) de Charles Jarrott
- 1976 : Le Voyage des damnés (Voyage of the Damned) de Stuart Rosenberg
- 1977 : Billy Jack Goes to Washington de Tom Laughlin (+ scénario)
- 1978 : Le Grand Sommeil (The Big Sleep) de Michael Winner
- 1981 : Le Justicier solitaire (The Legend of the Lone Ranger) de William A. Fraker
- 1986 : The Return of Billy Jack de Tom Laughlin
- 1995 : Wild Bill : Hollywood Maverick documentaire de Todd Robinson